# Méma
Méma est une région du Mali, en Afrique.

## Localité administrative
Méma est située au nord de Massina ; à l'ouest du lac Debo et du delta intérieur du Niger ; et au sud-ouest de la région des lacs.

## Préhistoire
Toladié, qui date d'au moins 430 EC et 670 EC, est le plus grand site d'occupation (76 hectares) de Mema. En tant que centre principal de la région, Toladié utilisait des outils en fer fondu produits par les communautés d'Akumbu, Boubou, Boundou, Boulel, Kobadie, Kolima et Nampala à des fins d'hommage et de commerce avec l'empire du Ghana.
Au complexe de monticules d'Akumbu, à Mema, ses découvertes datent entre 400 EC et 1400 EC ; au dépôt culturel d'AK3, qui contenait trois restes humains, les dates varient entre 400 EC et 600 EC. Alors que deux restes humains sur trois étaient dans un état complètement décomposé, l'un des restes humains a pu être déterminé comme étant une jeune femme adulte (17-25 ans), qui a été enterrée avec deux bracelets en cuivre - un à chaque poignet, 13 cauris, 11 perles de pierre et un pot entièrement intact .

## Histoire
Le bassin désormais sénescent a peut-être été la première zone de peuplement pour les communautés qui ont migré des patries en détresse du Sahara au cours des deux derniers millénaires av. J.-C. . Historiquement, Méma était l'un des plus petits États Soninkés ; c'était aussi à une époque une province de l'Empire du Ghana .